# Steccherinum albidum
Steccherinum albidum är en svampart som beskrevs av Legon & P. Roberts 2002. Steccherinum albidum ingår i släktet Steccherinum och familjen Meruliaceae.   Inga underarter finns listade i Catalogue of Life.